# Uncoon
uncoon（アンクーン）とは、個々のユーザーがルート発言と呼ばれるメッセージを投稿し、それに対しての返信がツリー状に伸びていくコミュニケーション・サービスである。

## 概要
uncoonは、個人が運営しているコミュニケーション・サービスである。一つの投稿の文字数を百数十文字の短文に特化している点、先頭に「@ユーザ名」を付加することで任意のユーザにメッセージを送れる点、ハッシュタグに類似する機能の存在など、Twitterを意識したサービスとなっている。
利用するにはユーザ登録（無料）が必要となるが、メールアドレスなどが一切不要で、IDとパスワードを設定するだけで利用が可能となる。ただし、一部機能は登録をせずに利用が可能である（下記「主な機能」参照）。
大きな特徴は、Twitterと電子掲示板の両方の性質を掛け合わせたシステムで、メッセージに対し返信を行うことで、ツリー式BBSのように会話を広げることが可能となっている。また発言間の関連付けができるという性質上、キュレーション・サービスとしても利用することができる。
フィーチャーフォン用のモバイルサイトも用意されている。また、設立者によりブログパーツ、uncoon閲覧・投稿用のAndroidアプリケーション、Google Chrome拡張機能なども作成・配布されている。
日本語以外では英語に対応しているが、機械翻訳を行っただけのものであり実際の英語とは程遠い。

## 主な機能

### ログインしていないと使えない機能
トップフォロー中のユーザの発言を時間順に表示。
ルートフォロー中のユーザのルート発言（単独発言）を、新しい返信があった順に表示。
プライベート自分のメッセージ、および自分宛のメッセージを表示。
ブックマークブックマーク（お気に入り）した発言のリストを表示。
投稿発言の投稿。
フォロー、フォロウドフォロー一覧、フォロウド（フォロワー）一覧の表示。
設定プロフィール、外観の変更、Twitter連携、無視機能などの各種設定。

### 未ログイン状態でも使用できる機能
メッセージ表示メッセージをツリー形式で表示する表示。
トレンド最近使用されたタグの一覧を表示。
パブリック全ユーザのルート発言を時間順に表示。
ランキング今日と昨日のデイリーランキングを表示。
検索発言やプロフィールの検索、検索結果表示。